# Датская народная школа
Датская народная школа (дат. Folkeskole; от folke — народ и skole — школа) — тип общеобразовательных школ в Дании, объединяющий в себе дошкольное обучение (один год), начальное и первую ступень среднего школьного образования (девять либо десять лет обучения). Обучение бесплатное. После 9-го и 10-го классов проходят выпускные экзамены. Кроме Folkeskole в Дании существуют и другие модели получения школьного образования.

## История
Легенда гласит, что Ансгар, французский
монах-бенедиктинец, был первым миссионером,
посетившим Данию примерно в 822.
Католической церковью создавались первый школы при
монастырях, которые были довольно полезны, хотя там
преподавалась достаточно простая арифметика и
грамматика.
Развитие торговли и ремесел требовало наличия
подобных навыков. Лютеранская Реформация пришла в
Данию из Германии в 1536 году. Как и в Германии,
протестантов быстро разогнали католические школы.
Это означает, что государство также взяло на себя такие задачи, как образование.
Датская средняя школа была основана в 1814 году, с того времени все дети имели право на семилетнее обучение в школе. Тогда обязательными предметами были религия, чтение, письмо и арифметика.

## Цели
В первом параграфе постановления о средних школах 1994 года, указано:
Средняя школа, при взаимодействии с родителями, должна способствовать у учеников приобретению знаний, навыков, умений и способности самовыражаться. Знакомить их с датской культурой и историей, обычаями и особенностями других наций, а также находить тонкую связь между человеком и окружающей его средой. Кроме того средняя школа вкладывает важные черты в развитие индивидуальности каждого ученика.
Средняя школа должна стараться создавать возможности для развития бдительности, восприятия и уверенности учеников в своих силах, для формирования независимых суждений и принятия собственных решений.
Средняя школа должна подготавливать учеников к активному участию, ответственности, осознанию своих собственных прав и обязанностей в обществе, основанных на свободе и демократии.
Родители оказывают большое влияние на обучение в школе и выбор детьми того или иного предмета, могут настоять на повторном обучении своего сына или дочери в каком-либо классе, вместе выбирать предметы в 8-м и 9-м классах, а также — какие экзамены будет сдавать выпускник.
Родителей учеников младших классов приглашают несколько раз в год на встречи и дискуссии, консультации по учебным вопросам, поведению учеников и так далее.
С 1990 года через совет школы родители могут участвовать в решении общешкольных проблем.

## Структура
В Дании дети начинают посещать школу с 6-7 лет и до 16 лет. Главный девиз датских школ гласит, что именно обучение обязательно, но не его форма. Поэтому дети могут посещать, как государственные школы, которые бесплатны (86 % учащихся), так и частные школы, где четверть стоимости должны быть оплачена родителями (14 % учащихся). Или же детям могут нанять репетитора для прохождения обучения на дому.
В средней школе ученики поделены на классы, примерно по 20 учеников в каждом, но максимально 28 учеников. Этот тип школы не ориентирован только на сдачу экзаменов, поэтому посещение всех уроков обязательно. Исключение из школы невозможно, только если ученик пропустил большую часть года, но в этом случае он может остаться на второй год.
У каждого класса есть классный руководитель, который ответственен за свой класс. Классный руководитель также кооперирует и с родителями. Родители в свою очередь входят в школьный совет, который принимает решения, что должно быть улучшено на вложенные деньги.
Народная школа делится на подготовительный нулевой класс и 9 обязательных классов. Так же существует добровольный 10 класс. Главная задача нулевого класса, подготовить детей к школе, а именно к коммуникации и взаимодействию, приобретению социальных навыков, моторике, практическим и музыкальным навыкам. Затем 9 обязательных классов, которые включают в себя три области: гуманитарные, естественнонаучные и творческие предметы.
| Общественный блок                          | Естестевннонаучный блок     | Творческий блок                                       |
| ------------------------------------------ | --------------------------- | ----------------------------------------------------- |
| Датский язык (1-9 классы)                  | Математика (1-9 классы)     | Спорт (1-9 классы)                                    |
| Английский язык (3-9 классы)               | Природоведение (1-6 классы) | Музыка (1-6 классы)                                   |
| Религиозное обучение (1-9 классы)          | География (7-9 классы)      | Художественное воспитание (1-5 классы)                |
| История (3-9 классы)                       | Биология -9 классы)         | Трудовое воспитание и домашнее хозяйство (4-7 классы) |
| Обществоведение (8-9 классы)               | Физика/Химия (7-9 классы)   |                                                       |
| Немецкий или французский язык (7-9 классы) |                             |                                                       |

10 класс является добровольным для тех учеников, которые хотят улучшить свои знания и навыки. Каждый ученик получает свой собственный план обучения, в который входят лишь те предметы, которые он хочет улучшить.

## Оценивание
Ученики оцениваются в виде бальных оценокн начиная лишь с 8-го класса. До конца 7-го класса дети получают текстовую характеристику уровня их успеваемости и развития. Для каждого учащегося составляется индивидуальный учебный план.
В течение своего обучения ученики сдают несколько национальных компьютерных тестов:
| Предмет         | Классы     |
| --------------- | ---------- |
| Датский язык    | 2, 4, 6, 8 |
| Английский язык | 7          |
| Математика      | 3, 6       |
| География       | 8          |
| Биология        | 8          |
| Физика и химия  | 8          |

Данные тесты компьютезированы и адаптированы для каждого отдельного учащегося. Если тестируемый неправильно ответил на вопрос, то следующий вопрос, на который он должен ответить, будет легче. И наоборот, если ответ был дан правильно, то последующий вопрос, как правило, сложнее. Таким образом, все тесты разные и совпадений не бывает.
После девятого класса учащиеся сдают выпускные экзамены по предметам датский язык (устно и письменно), математика (письменно), английский язык (устно), физика и химия (устно), а также по двум другим предметам на выбор (один из области естественных, а другой — гуманитарных наук).
После 10 класса ученики также могут сдать выпускные экзамены на добровольной основе для улучшения выпускных оценок.

## Факты
Жизнь датской народной школы хорошо показана в телесериале «Рита», ставшим мировым хитом на сервисе Netflix.